# Нефтехимический синтез
Нефтехими́ческий си́нтез — получение веществ из нефтепродуктов и углеводородов нефтяных и природных газов путём их химической переработки. Таким образом, химические соединения получаемые из нефти, относят к продуктам нефтехимического производства. Однако, некоторые химические соединения, которые традиционно синтезируют из нефти, можно получить и из других видов сырья: ископаемого топлива (уголь, природный газ) или возобновляемых источников (кукуруза или сахарный тростник). При этом используют процессы дегидрирования, гидрирования, алкилирования, галогенирования, полимеризации, конденсации, циклизации, окисления, нитрования, сульфирования и другие.

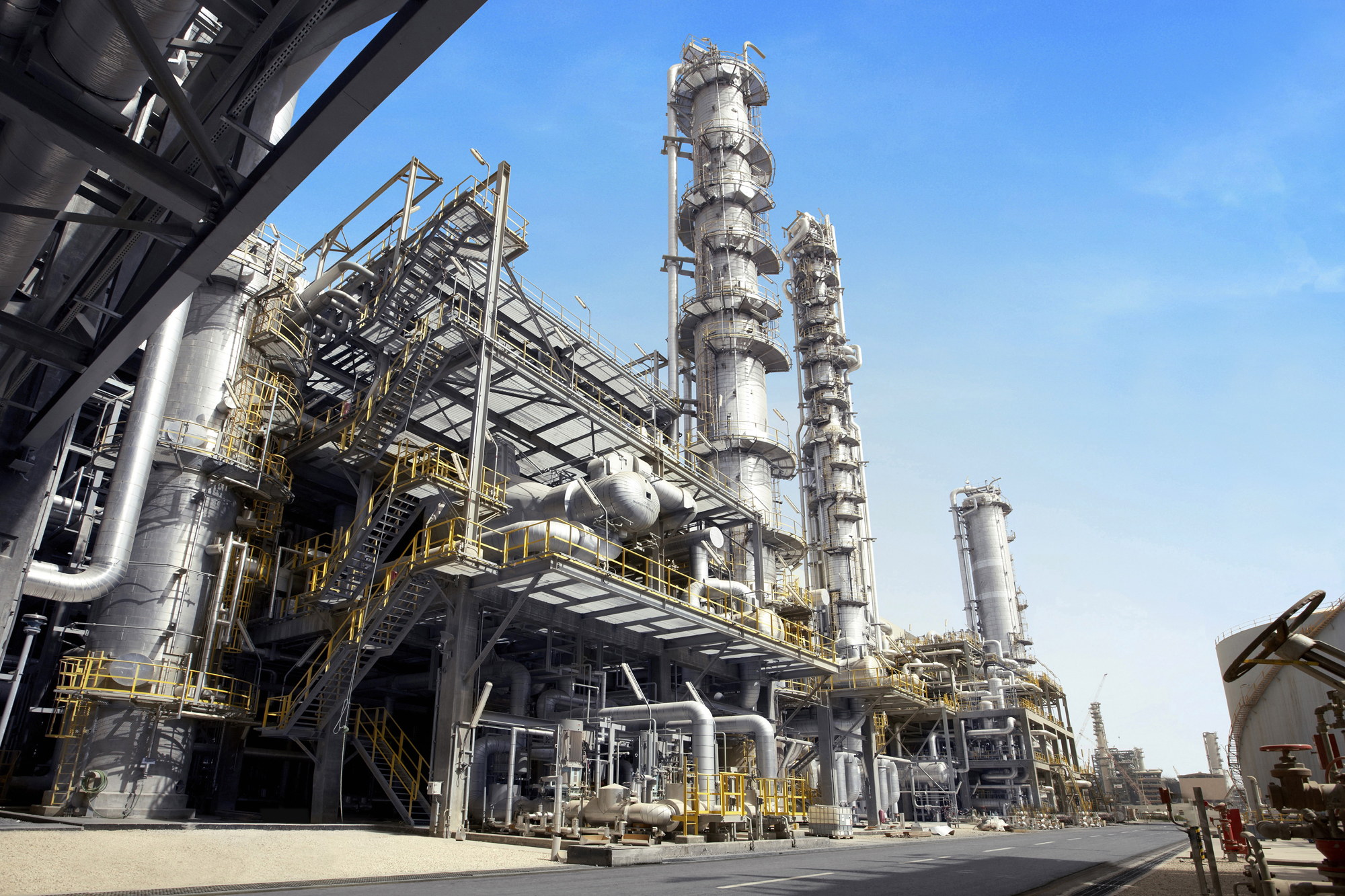
Нефтехимический завод в Саудовской Аравии

Два наиболее распространённых нефтехимических класса: олефины (в том числе этилен и пропилен) и ароматических углеводородов (включая бензол, толуол и изомеры ксилола). НПЗ производят олефины и ароматические вещества в процессе флюид-каталитического крекинга нефтяных фракций. Химические заводы выделяют олефины с помощью парового крекинга из жидкостей, природного газа, например этана и пропана. Ароматические соединения изготавливаются методом каталитического риформинга нефти. Олефины и ароматические соединения являются «строительными кирпичиками» для широкого круга материалов, таких как растворители, моющие средства, а также клеи. Олефины являются основой для производства полимеров и олигомеров используются при производстве пластмасс, синтетических смол, химических волокон, эластомеров, смазки и гелей.